# فهرست پررفت‌وآمدترین فرودگاه‌ها در اندونزی
این مقاله شامل فهرست پررفت‌وآمدترین فرودگاه‌ها در اندونزی است.

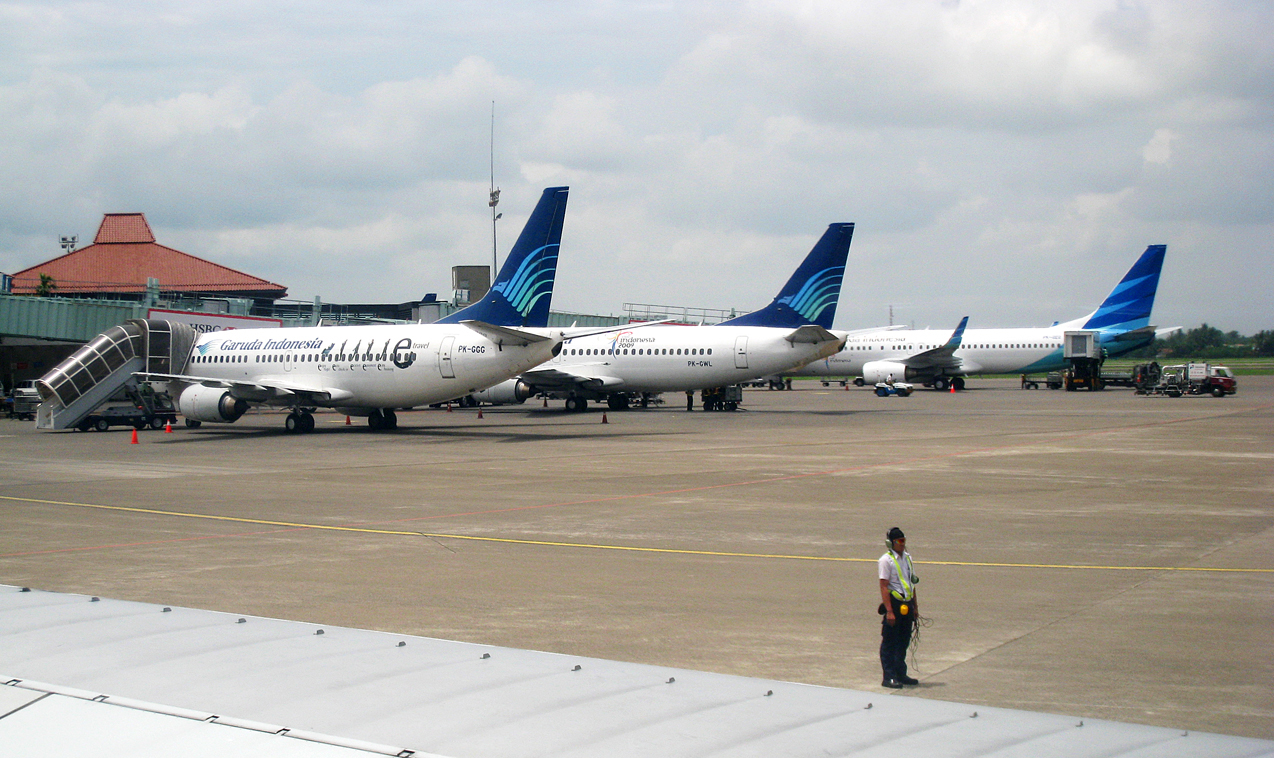
فرودگاه بین‌المللی سوئکارنو-هتا

## ترافیک مسافر

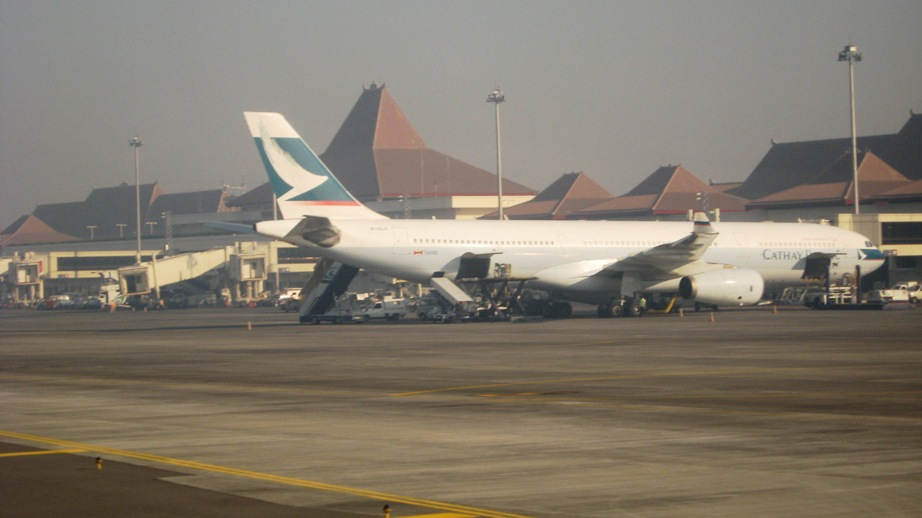
سورابایافرودگاه بین‌المللی یواندا

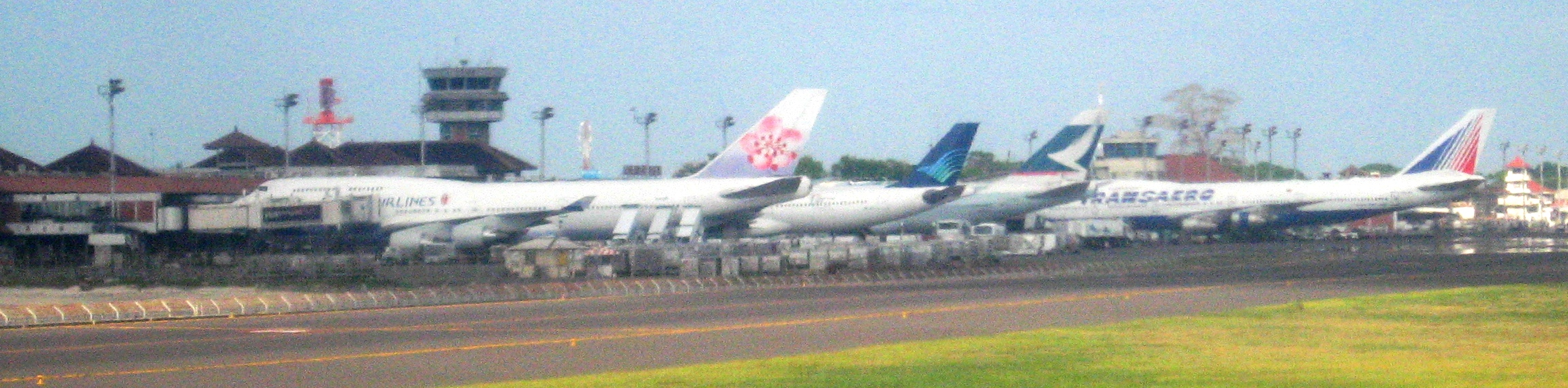
فرودگاه بین‌المللی انگوراه رای